# Saint Francis (Arkansas)
Saint Francis es una ciudad ubicada en el condado de Clay en el estado estadounidense de Arkansas. En el Censo de 2010 tenía una población de 250 habitantes y una densidad poblacional de 263,01 personas por km².

## Geografía
Saint Francis se encuentra ubicada en las coordenadas 36°27′18″N 90°8′33″O / 36.45500, -90.14250. Según la Oficina del Censo de los Estados Unidos, Saint Francis tiene una superficie total de 0.95 km², de la cual 0.95 km² corresponden a tierra firme y (0%) 0 km² es agua.

## Demografía
Según el censo de 2010, había 250 personas residiendo en Saint Francis. La densidad de población era de 263,01 hab./km². De los 250 habitantes, Saint Francis estaba compuesto por el 94.8% blancos, el 0.8% eran afroamericanos, el 1.2% eran amerindios, el 0.4% eran asiáticos, el 0% eran isleños del Pacífico, el 0% eran de otras razas y el 2.8% pertenecían a dos o más razas. Del total de la población el 1.2% eran hispanos o latinos de cualquier raza.